# Antonio Castricone
Antonio Castricone (Popoli, 22 luglio 1974) è un politico italiano.

## Biografia
Si è laureato in scienze politiche all'Università di Bologna, con una tesi sul sistema elettorale francese, relatore Prof. Gianfranco Pasquino e correlatore Prof. Paolo Pombeni.

### Attività politica
Alle elezioni politiche del 2013 viene eletto deputato della XVII legislatura della Repubblica Italiana nella circoscrizione XVI Abruzzo per il Partito Democratico.
Alle elezioni regionali abruzzesi del 10 febbraio 2019 è candidato in Consiglio regionale, con il Partito Democratico in provincia di Pescara, ma non viene eletto.